# Camp de concentration de Hinzert
Le camp de concentration de Hinzert (SS-Sonderlager Hinzert or Konzentrationslager/KZ Hinzert) était un camp de concentration dirigé par la SS situé près de Trèves, en Allemagne.
Son utilisation a beaucoup varié au cours de son existence. Il est connu pour être un centre de transit des déportés Nacht und Nebel et de la résistance luxembourgeoise.
Au départ, il reçoit des Allemands qui travaillent pour l’organisation Todt et qui sont condamnés à des peines légères de rééducation. Par ailleurs, des détenus français sont passés par le camp de Hinzert, dont un petit nombre sont arrêtés en Allemagne. Mais le groupe le plus important est celui des déportés Nacht und Nebel venant de Paris acheminés en transports de mai 1942 à septembre 1943. En octobre 1943, les derniers « NN » quittent le camp.

## Les déportés «NN» (Nacht und Nebel) au camp spécial de Hinzert
De mai 1942 à septembre 1943, 1 446 hommes « NN » sont recensés comme déportés au camp spécial de Hinzert. Ce camp est désigné comme lieu de regroupement des « NN » venant de Paris. Amenés par petits transports de 50 à 60 personnes, en moyenne, les détenus restent quatre à cinq mois au camp avant d’être transférés vers des prisons de détention préventive comme Wittlich, Sarrebruck ou Diez-sur-Lahn, en attendant le jugement.
Dans les transports partis de Paris à destination du camp spécial de Hinzert figurent aussi des femmes. Souvent, elles sont arrêtées dans la même affaire que leurs maris et déportées avec eux. Cependant, elles ne suivent pas le même parcours : soit elles sont emprisonnées à Trèves, soit elles sont emmenées jusqu’à la prison d’Aix-la-Chapelle, avant d’être appelées à comparaître devant le tribunal de Cologne ou celui de Breslau, avec les hommes. Au total, 75 femmes ont pu être recensées comme faisant partie des transports destinées au camp de Hinzert.
Le 3 juillet 1943, dix-neuf hommes dont Césaire de Poulpiquet, arrêtés dans la région de Châteaulin pour avoir récupéré et caché des parachutistes américains, arrivent à Hinzert. Trois d’entre eux seulement survivent dont Jean Crouan.
Eugène Greau, coureur du Tour de France des années vingt, est passé par ce camp. Arrêté la veille de Noël 1941 pour faits de résistance contre l'occupant nazi à Niort (Deux-Sèvres) Il est déporté dans le camp de la Gestapo d'Hinzert, par convoi ferroviaire où les détenus sont placés dans des wagons de troisième classe, dont les compartiments sont aménagés en cellules aux fenêtres grillagées, rendant toutes évasions impossibles. Le train fait une halte à la gare de Trèves. Les déportés descendent et prennent un autre train en direction du village de Reinsfeld, gare la plus proche du camp spécial. Les détenus descendent du train à marche forcée et sous surveillance, les hurlements et les coups répétés des SS, ils parcourent les sept kilomètres de chemin abrupt pour rejoindre le camp. En mars 1943, il est transféré au camp de concentration de Sonnenburg (aujourd'hui situé en Pologne, à 15 km de la frontière allemande). Le régime y est moins rude, mais affaibli, Eugène Gréau meurt le 20 décembre 1943 à l'âge de 39 ans.

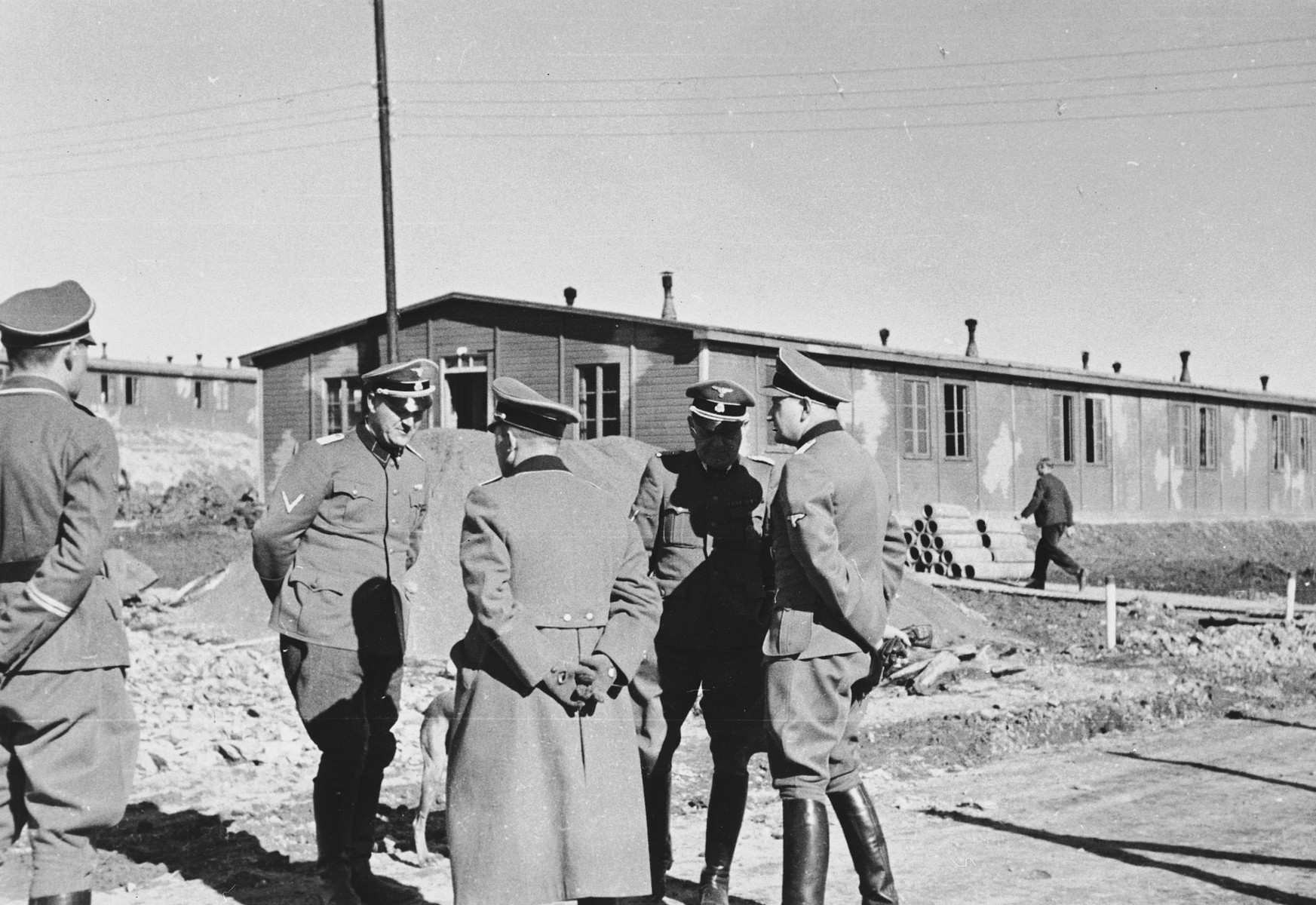
Groupe d'officiers SS devant le camp
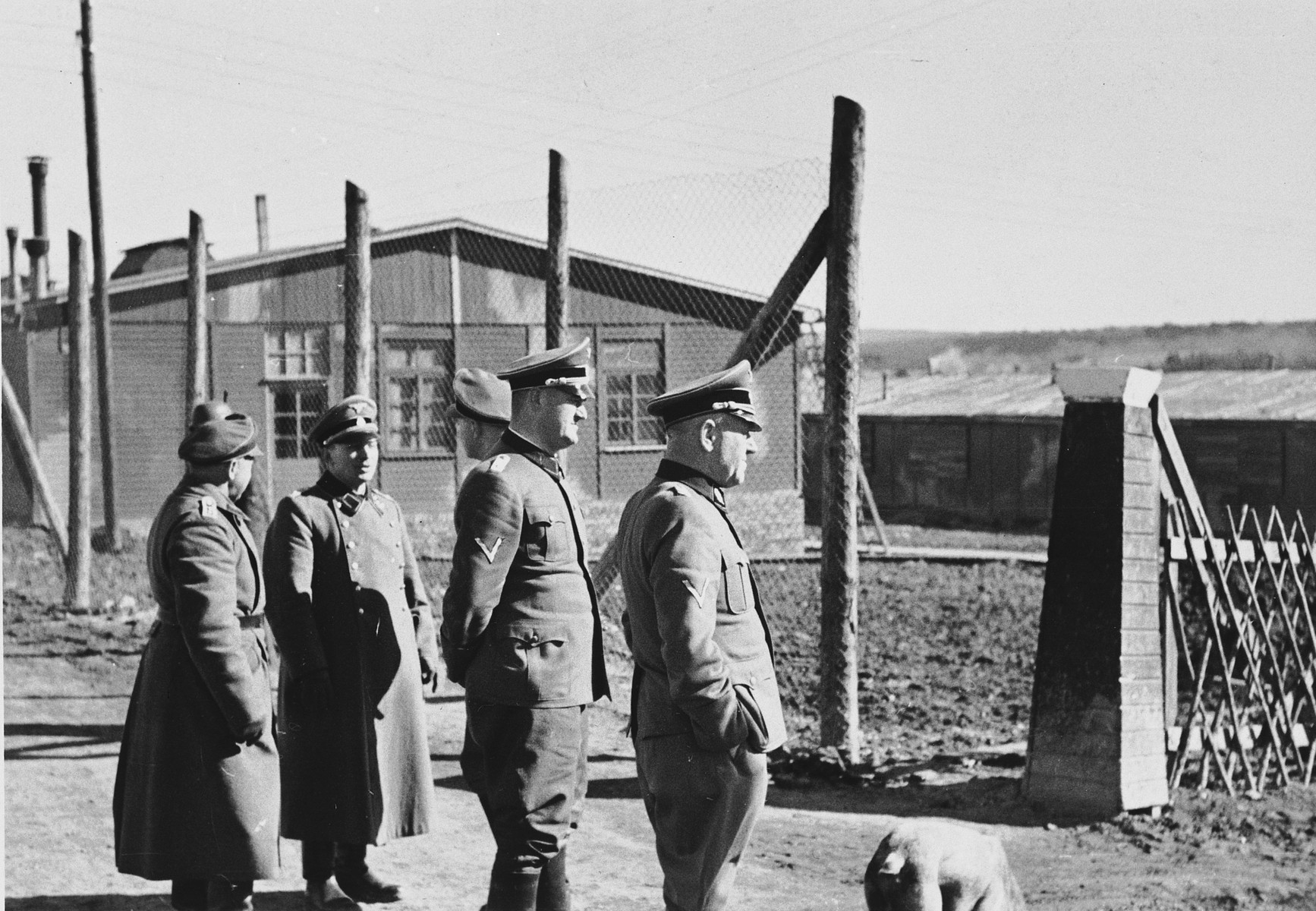
Groupe d'officiers SS devant le camp
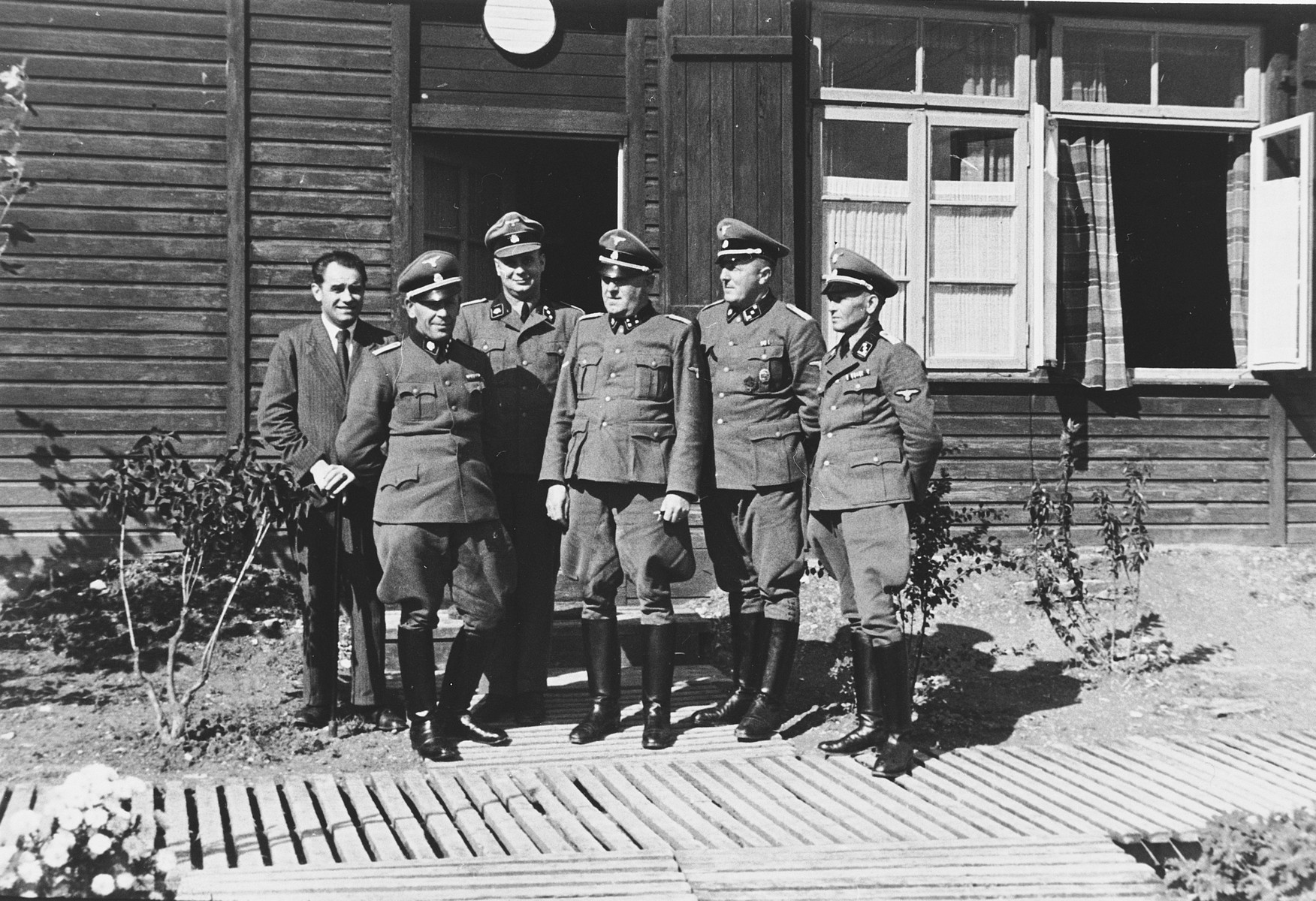
Groupe d'officiers SS devant le camp
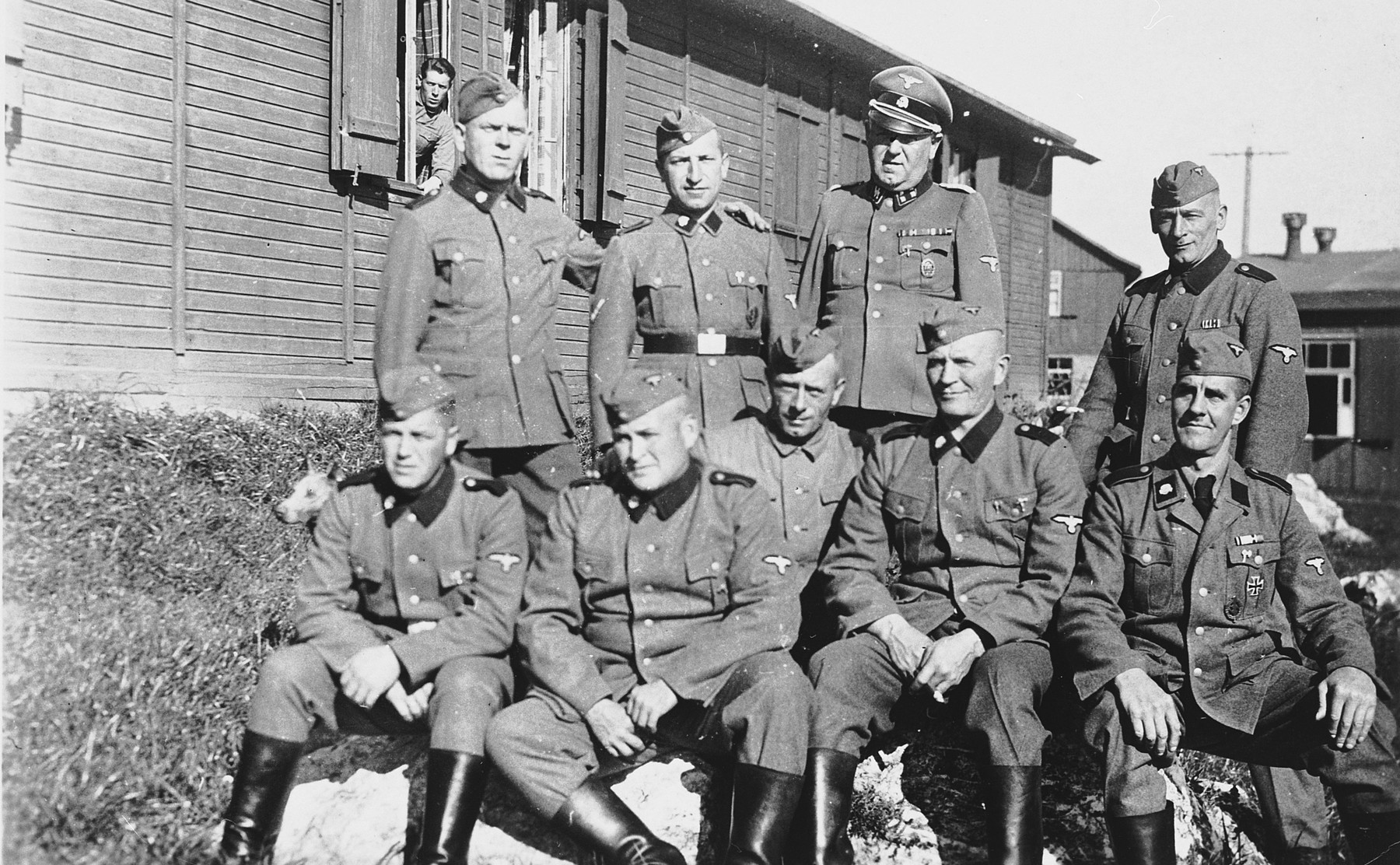
Groupe d'officiers SS devant le camp
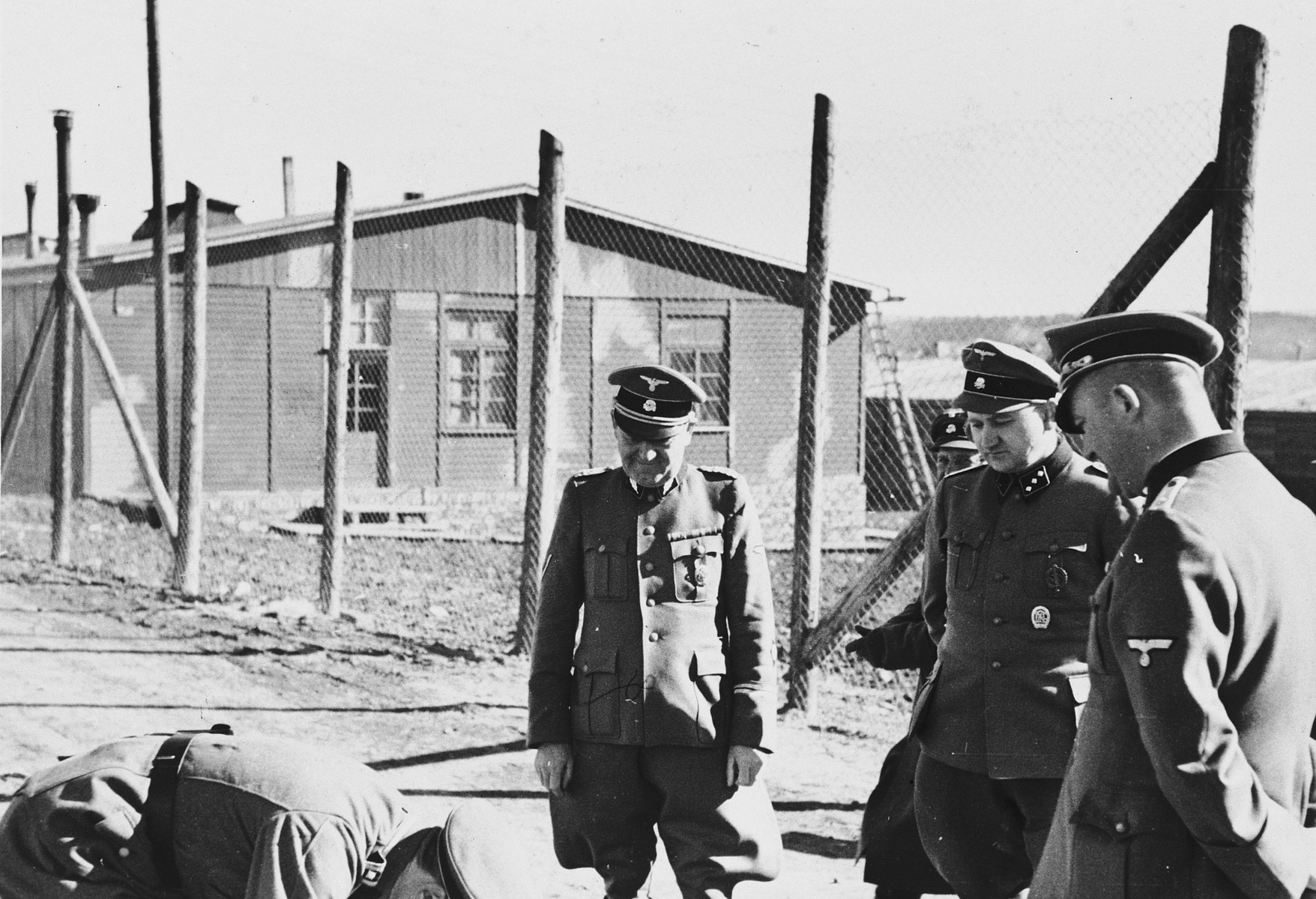
Groupe d'officiers SS devant le camp
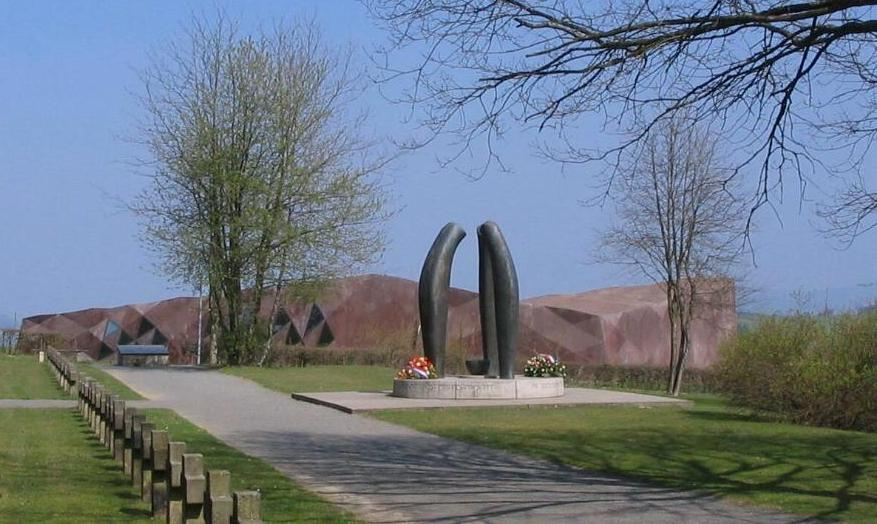
Mémorial et centre de documentation